# Phoenix Suns 1970-1971
La stagione NBA 1970-1971 fu la 3ª stagione della storia dei Phoenix Suns che si concluse con un record di 48 vittorie e 34 sconfitte nella regular season, il 3º posto nella Midwest Division, e il 4º posto nella Western Conference.
La squadra non riuscì a qualificarsi per i playoff del 1971.

## Draft
| Giro | Scelta | Giocatore   | Posizione           | Nazionalità | Università/Club |
| ---- | ------ | ----------- | ------------------- | ----------- | --------------- |
| 1    | 10     | Greg Howard | ala grande/centro   | Stati Uniti | New Mexico      |
| 2    | 27     | Fred Taylor | guardia/ala piccola | Stati Uniti | Pan American    |

## Regular season
| Squadra         | V  | P  | %    | GB |
| --------------- | -- | -- | ---- | -- |
| Milwaukee Bucks | 66 | 16 | 80,5 | -  |
| Chicago Bulls   | 51 | 31 | 62,2 | 15 |
| Phoenix Suns    | 48 | 34 | 58,5 | 18 |
| Detroit Pistons | 45 | 37 | 54,9 | 21 |

## Play-off
Non qualificata

## Roster
| N° | Naz.                   | Ruolo | Sportivo         | Anno | Alt. | Peso |
| -- | ---------------------- | ----- | ---------------- | ---- | ---- | ---- |
| 5  | Stati Uniti (bandiera) | GA    | Dick Van Arsdale | 1943 | 196  | 95   |
| 10 | Stati Uniti (bandiera) | GA    | Fred Taylor      | 1948 | 196  | 82   |
| 11 | Stati Uniti (bandiera) | G     | Clem Haskins     | 1943 | 191  | 88   |
| 16 | Stati Uniti (bandiera) | AC    | Lamar Green      | 1947 | 201  | 95   |
| 23 | Stati Uniti (bandiera) | G     | Art Harris       | 1947 | 193  | 84   |
| 25 | Stati Uniti (bandiera) | GA    | John Wetzel      | 1944 | 196  | 86   |
| 29 | Stati Uniti (bandiera) | AC    | Paul Silas       | 1943 | 201  | 100  |
| 31 | Stati Uniti (bandiera) | AC    | Mel Counts       | 1941 | 213  | 104  |
| 40 | Stati Uniti (bandiera) | A     | Joe Thomas       | 1948 | 198  | 93   |
| 41 | Stati Uniti (bandiera) | C     | Neal Walk        | 1948 | 208  | 100  |
| 42 | Stati Uniti (bandiera) | AC    | Connie Hawkins   | 1942 | 203  | 95   |
| 44 | Stati Uniti (bandiera) | AC    | Greg Howard      | 1948 | 206  | 98   |

## Staff tecnico
- Allenatore: Cotton Fitzsimmons
- Preparatore atletico: Joe Proski

### Arrivi/partenze
Mercato e scambi avvenuti durante la stagione:
Arrivi
| N° | Naz. | Ruolo | Sportivo |  | Alt. |  |
| -- | ---- | ----- | -------- |  | ---- |  |

Partenze
| N° | Naz. | Ruolo | Sportivo |  | Alt. |  |
| -- | ---- | ----- | -------- |  | ---- |  |

## Premi e onorificenze
- Paul Silas incluso nell'All-Defensive Second Team